# بدبومرغ جنوبی
بدبومرغ جنوبی (نام علمی: Fulmarus glacialoides) نام یک گونه از سرده بدبومرغ‌ها است.